# Día Mundial del Paludismo
El Día Mundial de la Malaria es una jornada de concienciación que se celebra anualmente el 25 de abril desde 2008, instaurada por la Organización Mundial de la salud (OMS) y su Asamblea Mundial de la Salud el 23 de mayo de 2007.

## Malaria y Paludismo
La malaria y el paludismo son términos que se refieren a la misma enfermedad, una infección transmitida por mosquitos del género Anopheles que portan parásitos del género Plasmodium. No hay diferencias entre ambos términos en cuanto a la enfermedad que describen, sus síntomas, o tratamiento. La principal distinción radica en el uso lingüístico y geográfico: "malaria" es el término más común en países de habla inglesa y a nivel internacional, mientras que "paludismo" se utiliza principalmente en países de habla hispana. Ambos términos son válidos y se usan indistintamente en el ámbito médico y científico
Históricamente, paludismo viene del latín "palus", que significa pantano, refiriéndose a las áreas pantanosas donde los mosquitos portadores del parásito suelen encontrarse. Malaria, por otro lado, proviene del italiano "mala aria", que significa "mal aire", reflejando la antigua creencia de que la enfermedad era causada por el aire viciado de las zonas pantanosas.

## Proclamación
El Día Mundial de la Malaria se originó como una evolución del Día de la Malaria en África, establecido por primera vez en 2001, tras el compromiso adquirido por los líderes africanos en la Declaración de Abuya el 25 de abril de 2000. Este compromiso tenía como objetivo reducir la incidencia de la malaria a la mitad para el año 2010. En reconocimiento de la magnitud global de la enfermedad, la Asamblea Mundial de la Salud, organismo decisorio de la OMS, proclamó el 23 de  mayo de 2007 el Día Mundial de la Malaria. Esta designación buscaba ampliar el enfoque de la conmemoración más allá de África, para resaltar la necesidad de un compromiso sostenido y una inversión continua en la prevención y control de la malaria a nivel mundial.

## Celebración
Se celebra anualmente el 25 de abril, fecha elegida por su significado histórico relacionado con la Declaración de Abuja. La primera observancia global del Día Mundial de la Malaria tuvo lugar en 2008. Este día sirve para educar sobre esta enfermedad, difundir avances contra su lucha y fomentar iniciativas para reducir su impacto. Se enfatiza la importancia de la inversión en medidas preventivas y tratamientos, así como en estrategias de control. Las celebraciones incluyen campañas de concienciación, actividades educativas y esfuerzos para promover la cooperación internacional en la lucha contra la malaria.

## Temas
Mensajes y Temas vinculados al Día de la Malaria en África
- 2001: Las comunidades juegan un papel central en la lucha contra la malaria, (Communities Play a Central Role in Tackling Malaria)[11]
- 2003: La OMS Exhorta a Luchar Mas Enérgicamente Contra la Malaria[12]
- 2005: Banco Mundial presenta plan global para combatir la malaria[13]
- 2006: Pon en orden tu Terapia Combinada Basada en Artemisinina, ACT por sus siglas en inglés, (Get Your ACT Together)[11]
- 2007: Sí, la malaria es mortal, pero también es prevenible, (Yes, malaria is deadly, but it is also preventable)[14]

Temas para Día Mundial de la Malaria
- 2008: Malaria: una enfermedad sin fronteras, (Malaria: a disease without borders)[15]
- 2009: Vamos a eliminar la malaria, (Let’s Count Malaria Out)[16]
- 2011: Logrando progreso e impacto, (Achieving Progress and Impact)[17]
- 2012: Mantener los avances, salvar vidas: invertir en malaria, (Sustain Gains, Save Lives: Invest in Malaria)[18]
- 2013-2015: Invertir en el futuro: derrotar la malaria, (Invest in the future: defeat malaria)[19][20][21]
- 2016: Acabar con la malaria de una vez, (End Malaria For Good)[22]
- 2017: Cerremos la brecha, (LETS Close The Gap)[23]
- 2018: Listos para vencer la malaria, (Ready to beat malaria)[24]
- 2019-2021: Alcanzar la meta de paludismo cero,[25] (Zero malaria starts with me)[26][27][28]
- 2022: Avanzar en equidad, Construir resiliencia, Acabar con la malaria, (Advance equity, Build Resilience, End Malaria)[29][30]
- 2023: Es hora de lograr cero malaria: invertir, innovar, implementar, (Time to deliver zero malari a: invest, innovate, implement)[31][32]